# City of Coffs Harbour
City of Coffs Harbour – obszar samorządu terytorialnego w północno-wschodniej części australijskiego stanu Nowa Południowa Walia, obejmujący miasto Coffs Harbour oraz sąsiadujące z nim mniejsze miejscowości: Arrawarra, Woolgoolga, Sandy Beach, Emerald Beach, Moonee Beach, Korora, Nana Glen, Coramba, Karangi, Toormina, Sawtell, Bonville, Crossmaglen, Lowanna, Ulong, Corindi Beach i Red Rock.
Powierzchnia obszaru wynosi 1175 km², a ludność 64 910 osób (2006).